# Arrondissement de Ludwigslust-Parchim
L'arrondissement de Ludwigslust-Parchim est un arrondissement (Landkreis en allemand) du Mecklembourg-Poméranie-Occidentale en Allemagne du nord-est, créé par la réforme du 4 septembre 2011. Il est issu de la fusion des anciens arrondissements de Ludwigslust et de Parchim. Son chef-lieu se trouve à Parchim. Avec une superficie de 4 767 km2, c'est le deuxième plus grand arrondissement d'Allemagne, après celui du Plateau des lacs mecklembourgeois créé en même temps.

## Villes, communes et communautés d'administration
(nombre d'habitants en 2013)

Situation des cantons dans l'arrondissement.

Communes autonomes (Amtsfreie Gemeinde) :
1. Boizenburg/Elbe, ville * (10 254)
2. Hagenow, ville * (11 324)
3. Lübtheen, ville * (4 806)
4. Ludwigslust, ville * (12 095)
5. Parchim, ville * (17 129)

Cantons (Amt) et communes rattachées
* Sièges des cantons
| - 1. Boizenburg-Land [siège: Boizenburg] 1. Bengerstorf (556) 2. Besitz (433) 3. Brahlstorf (697) 4. Dersenow (455) 5. Gresse (662) 6. Greven (677) 7. Neu Gülze (788) 8. Nostorf (1016) 9. Schwanheide (714) 10. Teldau (925) 11. Tessin bei Boizenburg (416) - 2. Amt Crivitz 1. Banzkow * (2 765) 2. Barnin (470) 3. Bülow (356) 4. Cambs (618) 5. Crivitz, ville * (4 942) 6. Demen (874) 7. Dobin am See (1 882) 8. Friedrichsruhe (885) 9. Gneven (357) 10. Langen Brütz (470) 11. Leezen * (2 151) 12. Pinnow (1 916) 13. Plate (3 307) 14. Raben Steinfeld (1 030) 15. Sukow (1 427) 16. Tramm (937) 17. Zapel (439) - 3. Dömitz-Malliß 1. Dömitz, ville * (3 038) 2. Grebs-Niendorf (575) 3. Karenz (232) 4. Malk Göhren (443) 5. Malliß (1 188) 6. Neu Kaliß (1 912) 7. Vielank (1 304) - 4. Amt Eldenburg Lübz 1. Gallin-Kuppentin (478) 2. Gehlsbach (497) 3. Gischow (252) 4. Granzin (477) 5. Kreien (398) 6. Kritzow (457) 7. Lübz, ville * (6 008) 8. Marnitz (755) 9. Passow (692) 10. Siggelkow (901) 11. Suckow (535) 12. Tessenow (604) 13. Werder (391) - 5. Amt Goldberg-Mildenitz 1. Dobbertin (1 141) 2. Goldberg, ville * (3 819) 3. Mestlin (738) 4. Neu Poserin (535) 5. Techentin (711) | - 6. Grabow 1. Balow (326) 2. Brunow (325) 3. Dambeck (285) 4. Eldena (1 204) 5. Gorlosen (514) 6. Grabow, ville * (5 663) 7. Karstädt (603) 8. Kremmin (245) 9. Milow (405) 10. Möllenbeck (212) 11. Muchow (297) 12. Prislich (707) 13. Steesow (189) 14. Zierzow (388) - 7. Hagenow-Land [siège: Hagenow] 1. Alt Zachun (367) 2. Bandenitz (468) 3. Belsch (219) 4. Bobzin (261) 5. Bresegard bei Picher (308) 6. Gammelin (452) 7. Groß Krams (168) 8. Hoort (582) 9. Hülseburg (162) 10. Kirch Jesar (631) 11. Kuhstorf (758) 12. Moraas (488) 13. Pätow-Steegen (370) 14. Picher(642) 15. Pritzier(420) 16. Redefin(556) 17. Setzin(471) 18. Strohkirchen(321) 19. Toddin (479) 20. Warlitz (419) - 8. Ludwigslust-Land [siège: Ludwigslust] 1. Alt Krenzlin (771) 2. Bresegard bei Eldena (202) 3. Göhlen (331) 4. Groß Laasch (963) 5. Leussow (254) 6. Lübesse (705) 7. Lüblow (591) 8. Rastow (1 879) 9. Sülstorf (854) 10. Uelitz (427) 11. Warlow (492) 12. Wöbbelin (888) - 9. Neustadt-Glewe 1. Blievenstorf (446) 2. Brenz (524) 3. Neustadt-Glewe, ville * (6 517) | - 10. Amt Parchimer Umland (Siège : Parchim) 1. Domsühl (1 007) 2. Groß Godems (399) 3. Karrenzin (581) 4. Lewitzrand (1 440) 5. Obere Warnow (769) 6. Rom (827) 7. Spornitz (1 291) 8. Stolpe (348) 9. Ziegendorf (611) 10. Zölkow (786) - 11. Amt Plau am See 1. Barkhagen (601) 2. Ganzlin (1453) 3. Plau am See, ville * (6 070) - 12. Amt Sternberger Seenlandschaft 1. Blankenberg (390) 2. Borkow (438) 3. Brüel, ville (2 644) 4. Dabel (1 465) 5. Hohen Pritz (364) 6. Kobrow (431) 7. Kuhlen-Wendorf (821) 8. Langen Jarchow (254) 9. Mustin (411) 10. Sternberg, ville * (4 324) 11. Weitendorf (382) 12. Witzin (468) 13. Zahrensdorf (300) - 13. Stralendorf 1. Dümmer (1 452) 2. Holthusen (879) 3. Klein Rogahn (1 326) 4. Pampow (2 908) 5. Schossin (251) 6. Stralendorf * (1329) 7. Warsow (647) 8. Wittenförden(2 627) 9. Zülow(154) - 14. Wittenburg 1. Wittenburg, ville * (5 046) 2. Wittendörp (2 897) - 15. Zarrentin 1. Gallin (546) 2. Kogel (678) 3. Lüttow-Valluhn (852) 4. Vellahn (2 710) 5. Zarrentin am Schaalsee, ville * (4 984) |